# Хабул-хан
Хабул-хан (1085–1148) — 1-й володар Монгольського ханства у 1130—1148 роках.

## Життєпис
Походив з роду Борджигін. Праонук Хайду, хана монголів, онук Байшингор-Докшіна, син Тумбінай-Сечена. Про молоді роки обмаль відомостей. Брав участь у боротьбіпроти джалаїрів та чжурчженів. У 1130 році зумів відновити єдність племінних союзів нірін і дарлекін, прийнявши титул хан або хаган. Водночас відбувся розпад протодержави Зубу.
Спочатку мав сутички з караїтами і меркітами. Втім головним ворогом вважав чжурчженів, що заснували державу Цзінь. Можливо на противагу Хабул-хан назвав свою державу Мунгу («Срібна»).
У 1135 році прибув до дворі цзінського імператора Ваньянь Шена. За легендою Хабул-хан під час сварки з останнім смикнув того за бороду. Це стало приводом до війни. Але справа в тім, що у 1135 році імператор помер і трон посів Ваньянь Дань, що був ініціатором початку війни.
У 1136 році проти Хабул-хана виступило цзінське військо, яке швидко зайняло південь Монгольського ханства. Проте внаслідок запеклого опору монголів, нападів Хабул-хана на тили, а також нестачі припасів було змушено відступити. У 1140 році почалася нова війна з імперією Цзінь. Можливо Хабул-хан діяв в союзі з сунським імператором Чжао Гоу. Боротьба з перемінним успіхом тривала до початку 1147 року. Зрештою було укладено мир, за яким Монгольське ханство отримало 17 укріплень на північ від річки Хуаншуй, що стала кордоном. Також Цзінський уряд зобов'язався відправляли монголам 50 тис. доу (0,5 млн л) зернових і 300 тис. рулонів тонкого і 300 тис. рулонів грубого шовку. Натомість монголи повинні були щорічно відправляти Цзінь 50 тис. голів худоби.
Помер Хабул-хан 1148 року. Ще за життя визначив своїм спадкоємцем стриєчного брата Амбагая, що став новим ханом.